# Rodový erb
Rodový erb (něm. Stammwappen) je původní základní podoba erbu, jakou ten který rod či dynastie uvedl při své první zmínce. K rodovým erbům později přibyly ještě svévolně přijaté či propůjčené erby. Příklad – erb celjských hrabat: rodový erb Žovnek, propůjčený erb Heimburg.
Rodový erb byl vždy uváděn jako úplný. Pro zvláštní účely se upouštělo od ozdob, klenotů a uváděly se jen tzv. malý erb. Takto vzniklým malým erbem se pak zdobil např. nábytek, postroje a další předměnty běžného denního života.

## Polská heraldika
V Polsku do roku 1770 existovaly výhradně rodové erby, tzn. tentýž erb existoval pro vícero šlechtických rodů, kteří se tím řadili mezi příslušníky určitého erbovního rodu.